# Tamara Pilszczikowa
Tamara Nikiticzna Pilszczikowa z d. Mielnikowa (ros. Тамара Никитична Пильщикова z d. Мельникова, ur. 18 marca 1946 w Kiriejewsku) – radziecka kolarka torowa i szosowa, złota medalistka torowych mistrzostw świata.

## Kariera
Największy sukces w karierze Tamara Pilszczikowa osiągnęła w 1974 roku, kiedy zdobyła złoty medal w sprincie indywidualnym na torowych mistrzostwach świata w Montrealu. W zawodach tych bezpośrednio wyprzedziła Amerykankę Sue Novarę i swą rodaczkę Galinę Cariową. Ponadto wielokrotnie zdobywała medale mistrzostw kraju: w latach 1968, 1969 i 1973-1975 zwyciężała na 500 m, a w latach 1968, 1969, 1972-1974, 1976 i 1977 w drużynowym wyścigu na dochodzenie. Ponadto w 1973 roku zdobyła także mistrzostwo ZSRR w szosowym wyścigu ze startu wspólnego. Po zakończeniu kariery sportowej została wykładowcą na Wydziale Wychowania Fizycznego Instytutu Pedagogicznego w Tule.